# Nicolai von Weymarn
Werner Nicolai von Weymarn, född 14 januari 1887 i Charkov, död 16 juli 1957 i Helsingfors, var en finländsk försäkringsinspektör. 
Vid sidan av sin verksamhet inom livförsäkringsbranschen gjorde von Weymarn en viktig insats inom den finlandssvenska körrörelsen, bland annat som ordförande för Borgånejdens sång- och musikförbund 1946–1949 och 1948 som grundare av Svenska damkörsförbundet i Finland. Hans maka, Dagmar "Daddi" von Weymarn (1890–1979) blev känd som folkvisesångerska.